# Lista de reis da Macedónia

Sol de Vergina, símbolo que está gravado em cofres postos nas tumbas dos reis da Macedônia Antiga

Esta é uma lista de soberanos da MacedóniaPE (ou MacedôniaPB)  na Antiguidade Clássica, incluindo reis, tiranos e demagogos:

## Dinastia argéada
- Carano (808 a.C. – 778 a.C.)
- Ceno (778 a.C. – 750 a.C.)
- Tirimas (750 a.C. – 700 a.C.)
- Pérdicas I (700 a.C. – 678 a.C.)
- Argeu I (678 a.C. – 640 a.C.)
- Felipe I (640 a.C. – 602 a.C.)
- Eropo I (602 a.C. – 576 a.C.)
- Alcetas I (576 a.C. – 547 a.C.)
- Amintas I (547 a.C. – 498 a.C.)
- Alexandre I (498 a.C. – 454 a.C.)
- Pérdicas II (454 a.C. – 413 a.C.)
- Arquelau I (413 a.C. – 399 a.C.)
- Crátero (399 a.C.)
- Orestes (399 a.C. – 396 a.C.)
- Eropo II (399 a.C. – 396 a.C.)
- Arquelau II (396 a.C. – 393 a.C.)
- Amintas II (393 a.C.)
- Pausânias (393 a.C.)
- Amintas III (393 a.C.)
- Argeu II (393 a.C. – 392 a.C.)
- Amintas III restaurado (392 a.C. – 370 a.C.)
- Alexandre II (370 a.C. – 368 a.C.)
- Tolomeu I (368 a.C. – 365 a.C.)
- Pérdicas III (365 a.C. – 359 a.C.)
- Amintas IV (359 a.C. – 356 a.C.)
- Filipe II (356 a.C. – 336 a.C.)
- Alexandre III Magno (336 a.C. – 323 a.C.)
- Filipe III Arrideu (323 a.C. - 317 a.C.)
- Alexandre IV (323 a.C. – 309 a.C.)

## Dinastia de Antípatro
- Cassandro (306 a.C. ? 297 a.C.)
- Filipe IV da Macedónia (297 a.C. ? 296 a.C.)[1]
- Alexandre V da Macedónia (296 a.C. ? 294 a.C.)
- Antípatro II da Macedónia (296 a.C. ? 294 a.C.)

## Dinastia Antigónida
- Antígono I Monoftalmo (306 a.C ? 301 a.C.)
- Demétrio I Poliórcetes (294 a.C. ? 288 a.C)
- Lisímaco (288 a.C. ? 281 a.C.)
- Pirro (288 a.C. ? 285 a.C.)
- Ptolomeu II Cerauno (281 a.C. ? 279 a.C.)
- Meleágero (279 a.C.)
- Antípatro II restaurado (279 a.C.)
- Sóstenes Comandante do exército (279 a.C. ? 277 a.C.)
- Antígono II Gonatas (277 a.C. ? 274 a.C.)
- Pirro restaurado (274 a.C. ? 272 a.C.)
- Antígono II Gonatas restaurado (272 a.C. ? 239 a.C.)
- Demétrio II Etólio (239 a.C. ? 229 a.C.)
- Antígono III Dosão (229 a.C. ? 221 a.C.)
- Filipe V (221 a.C. ? 179 a.C.)
- Perseu (179 a.C. ? 168 a.C.)
- Filipe VI usurpador (149 a.C. ? 148 a.C.)

Em seguida a Macedónia tornou-se uma província romana.